# フランケンシュタインの怪物
フランケンシュタインの怪物（Frankenstein's monster）は、メアリー・シェリーの小説『フランケンシュタイン』に登場する怪物。名前のない怪物は創造者であるヴィクター・フランケンシュタインに由来して「フランケンシュタイン」と呼ばれることが一般的である。
怪物は化学と錬金術を複合したヴィクターによって創造され、外見は8フィート（2.4メートル）、醜い姿だが感情豊かな存在として描写されている。ジョゼフ・キャロルは怪物を、「（一般的な物語における）主人公と敵役との間のような存在」と表現している。

## 作中の活躍

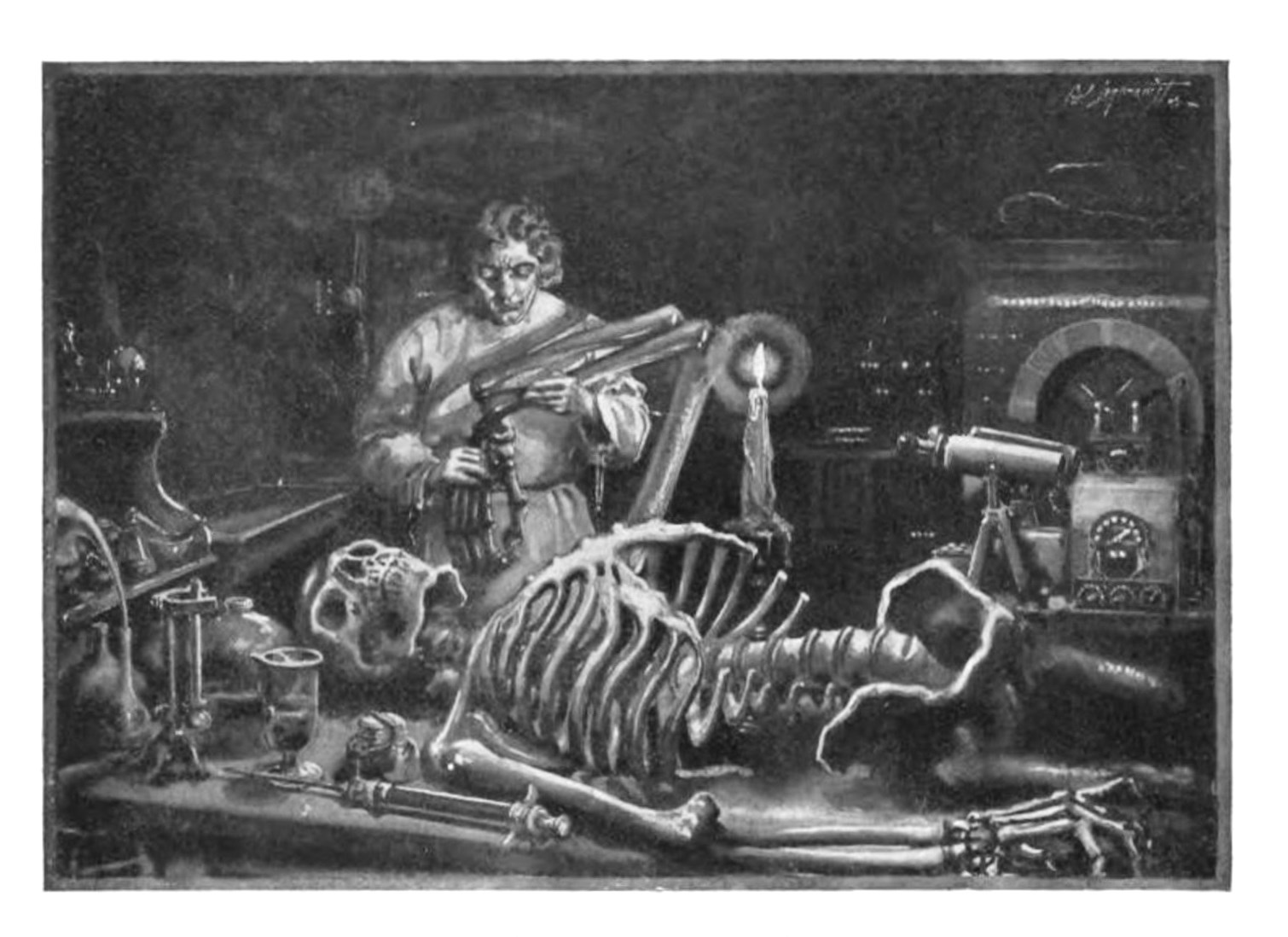
1922年版『フランケンシュタイン』の挿絵

生命の創造に魅了された学生ヴィクター・フランケンシュタインは、盗み出した死体を使い化学と錬金術を駆使して「理想の人間」を創造する。しかし、怪物の醜い容貌に絶望したヴィクターは研究所を放棄する。取り残された怪物は山の中を彷徨い、途中で人間の言葉を理解するようになり、教養を身に付けていく。怪物は盲目の老人の元で人間性を学ぶが、彼の家族に見付かり、その姿に恐怖を感じた彼らによって追い出されてしまう。追い出された怪物は川で溺れる少女を助けるが、少女を襲っていると間違われ銃で撃たれてしまう。怪物は研究所に戻り、そこでヴィクターの名前が書かれたジャケットを見付け、彼を探しに向かう。
怪物はヴィクターの弟ウィリアムを殺した後、ヴィクターに接触して「自分の伴侶を創造して欲しい。願いを叶えてくれれば姿を消し、二度と人間の前には現れない」と依頼する。ヴィクターは依頼を引き受けたものの、怪物の増加を恐れて創造を放棄してしまう。怪物は報復としてヴィクターの婚約者エリザベスや友人ヘンリーを殺し、訃報を聞いたヴィクターの父はショック死する。ヴィクターは復讐のために怪物を追い求めて北極圏に向かい、そこで海に転落して深刻な肺炎にかかってしまう。探検隊のウォルトンに救助されたヴィクターは全てを語り息を引き取り、船に乗り込んできた怪物はヴィクターの遺体を前に絶望する。怪物は自ら命を絶つことをウォルトンに告げ、北極点に向かい姿を消す。

## 設定

### 名無しの怪物

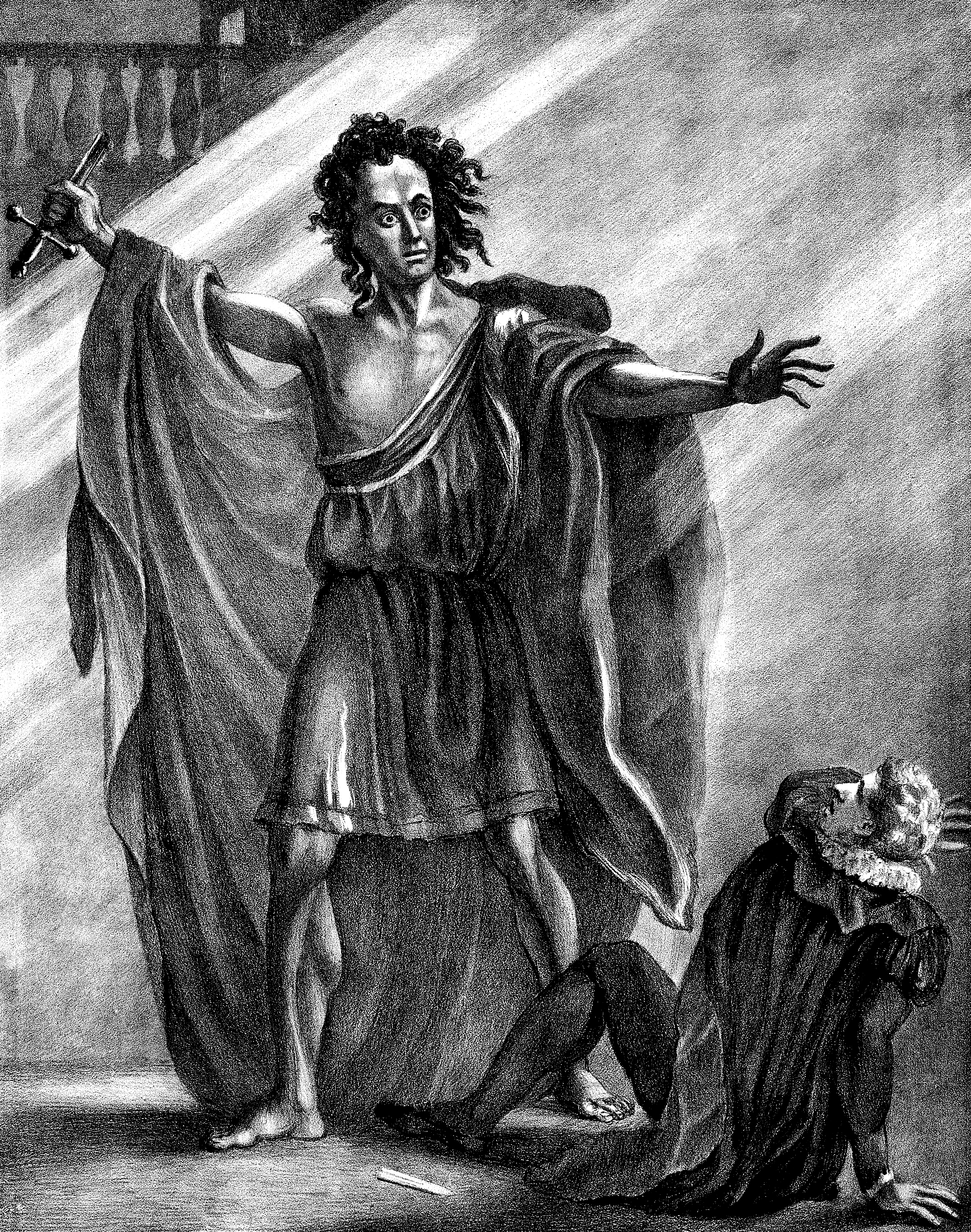
トーマス・クークの怪物

シェリーは小説の中で怪物の名前を設定していない。一方で、ヴィクターは怪物を「クリーチャー」「悪霊」「幽霊」「悪魔」「惨めな者」「物」「存在」「オーガ」などと呼んでいる。一般的な通称である「フランケンシュタイン」「怪物」といった呼び方は、小説の中では登場しない。
『フランケンシュタイン』は、初版発行から数十年の間にロンドンやパリなどの舞台で演劇の題材になっていった。1823年には小説の初舞台作品をシェリー自身が観賞しており、「演者リストにある『 ________：トーマス・クーク』の表記は、私をとても興奮させてくれました」「名前のない名前という表記方法は、とても良いものです」と友人のライト・ハントに宛てた手紙に感想を記している。
小説の出版から10年以内の間に、怪物をヴィクターの名前を借りて「フランケンシュタイン」と表現することはしばしば見られたが、定着するほどの頻度ではなかった。小説は1927年にペギー・ウェブリングによって舞台化され、この舞台ではヴィクターが怪物に名前を与えている。しかし、ウェブリングの舞台を踏襲したユニバーサル映画の作品では、ボリス・カーロフ演じる怪物は再び「名無しの怪物」に戻った。1931年公開の『フランケンシュタイン』では小説同様に怪物を扱い、オープニング・クレジットでは「The Monster」と表記している（演者カーロフの名前も伏せられ、エンド・クレジットで表記されている）。ユニバーサル映画の公開以降、怪物は「フランケンシュタイン」と呼ばれることが一般化していったが、この呼び方について誤りだという指摘がある。「フランケンシュタインという呼び方は既に確立されたものであり、誤用ではない」という反論もあるが、ここまでの経緯を見れば明らかに間違いである。

### 容貌
シェリーは怪物の容貌について、「身長8フィート、薄く光る眼、黒っぽい髪と唇、目立つ白い歯、醜い外見で半透明の黄色い肌をしており、動脈と筋肉の動きはほとんど見えない」と表現している。怪物の姿は1831年版の小説の挿絵に描かれ、その際は青い肌をしており、19世紀の間は容貌に大きな変化は見られなかった。
大衆文化における怪物のイメージが確立したのは、ユニバーサルの『フランケンシュタイン』における怪物の姿である。この「四角い頭部、縫合痕だらけの身体、首からボルトが突き出ている」というデザインは、監督のジェイムズ・ホエールの指示に基づき、メイクアップアーティストのジャック・ピアースが施したメイクである。ユニバーサル映画で、カーロフに続き怪物を演じたロン・チェイニー・ジュニア、ベラ・ルゴシ、グレン・ストレンジも彼の怪物を踏襲した姿で演じている。この容貌は、ハルクにも影響を与えている。

ユニバーサルのイメージ以外の姿も見られ、『真説フランケンシュタイン』では怪物は元々美男子だったが実験の過程で醜い容貌に変化したという描写がされており、1994年公開の『フランケンシュタイン』では白髪で血まみれの縫い目という描写となっている。『ヴァン・ヘルシング』ではカーロフの演じた怪物のイメージを踏襲しているが、知的で非暴力的な心優しい存在として描かれている。2004年公開の『フランケンシュタイン』と2014年のテレビシリーズ『ナイトメア〜血塗られた秘密〜』では小説の描写に近い教養のある怪物として描かれている。

### 人格
シェリーは怪物を感情豊かな人格として描いており、怪物は自分と同じ存在と人生を分かち合うことを目的としている。その存在は『失楽園』『対比列伝』『若きウェルテルの悩み』と共通している。怪物は人間社会へ適合しようと努力するが、出会う全ての人間に拒絶されて絶望する。怪物は創造者であるヴィクターすら自分を拒絶する存在であるということを、作中で「一つの手が伸びてきて私を捕らえようとした。しかし、私はそれから逃げた」と表現している:Ch.5。怪物は自らを愛する者を見付けることを願うようになるが、それを拒否されたことでヴィクターに復讐心を抱くようになる。
後年の映画作品とは異なり、小説の怪物は雄弁に言葉を話している。怪物は誕生から11か月間でドイツ語とフランス語を理解するようになり、終盤までの間に英語も話せるようになる。1931年公開の『フランケンシュタイン』では発話障害を思わせる描写がされているが、これは創造の際に犯罪者の異常な脳を移植したためという設定になっている。続編である『フランケンシュタインの花嫁』ではたどたどしい形であるが言葉を話せるようになったが、『フランケンシュタインの復活』では再び言葉が話せなくなっている。『フランケンシュタインの幽霊』では怪物の身体にせむし男イゴールの脳を移植したため、彼の人格を身に付けて行動した。『フランケンシュタインと狼男』でも会話ができる設定だったが、公開前に会話ができない設定に変更された。

## メタファーとしての怪物

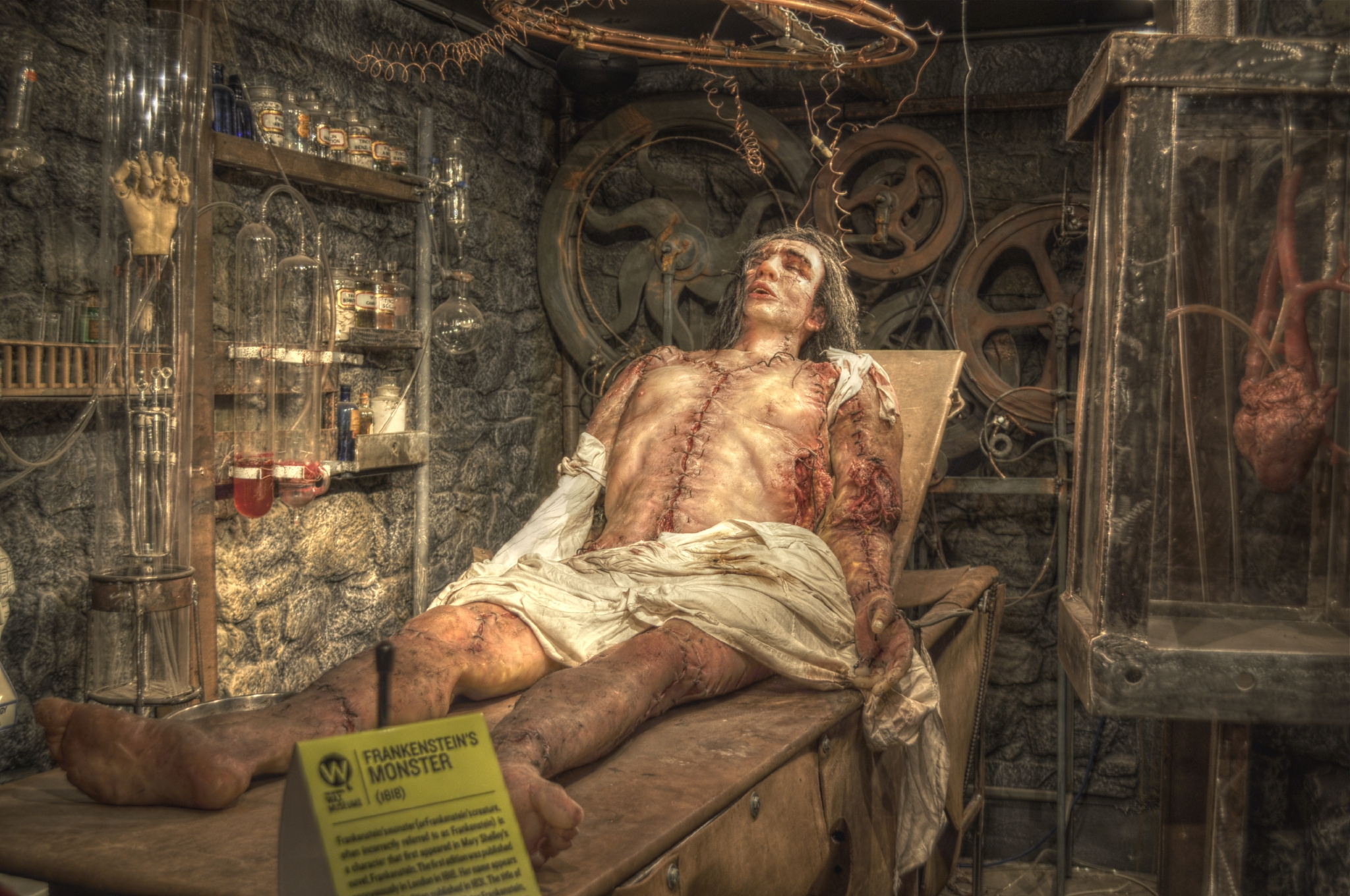
アイルランド国立蝋人形博物館に展示されている怪物の蝋人形

研究者は小説を読み解く中で、怪物を「母親のいない子供」のメタファーであると捉えた。これは、作者シェリーの母親が彼女を出産後に死去したことが影響していると推測している。また、抑圧された階層のメタファーとも考えられ、シェリーは怪物を「莫大な富と貧弱な貧困の分裂」と認識していたという。この他に、「制御不可能なテクノロジーの悲劇的な末路」という捉え方もされている。
創造者であるヴィクターについては、「現代のプロメーテウス」とも呼ばれたベンジャミン・フランクリンをイメージしたと言われている。この説によると、ヴィクターが創造した怪物は「フランクリンが創造に関わった新国家＝アメリカ合衆国」を意味するという。シェリーは怪物創造の実験で「縄と糸を用いて凧を作り、雲から雷を抜き取った」という描写をしており、これはフランクリンの凧の実験を意図して書かれたものだと指摘されている。

## 俳優リスト
| 俳優                         | 公開年 | 作品名                                    |
| ---------------------------- | ------ | ----------------------------------------- |
| トーマス・クーク             | 1823年 | Presumption; or, the Fate of Frankenstein |
| チャールズ・オーグル         | 1910年 | フランケンシュタイン                      |
| パーシー・スタンディング     | 1915年 | Life Without Soul                         |
| ウンベルト・グアラシーノ     | 1920年 | The Monster of Frankenstein               |
| ボリス・カーロフ             | 1931年 | フランケンシュタイン                      |
| ボリス・カーロフ             | 1935年 | フランケンシュタインの花嫁                |
| ボリス・カーロフ             | 1939年 | フランケンシュタインの復活                |
| デール・ヴァン・シッケル     | 1941年 | Hellzapoppin'                             |
| ロン・チェイニー・ジュニア   | 1942年 | フランケンシュタインの幽霊                |
| ベラ・ルゴシ                 | 1943年 | フランケンシュタインと狼男                |
| グレン・ストレンジ           | 1944年 | フランケンシュタインの館                  |
| グレン・ストレンジ           | 1945年 | ドラキュラとせむし女                      |
| グレン・ストレンジ           | 1948年 | 凸凹フランケンシュタインの巻              |
| ゲイリー・コンウェイ         | 1957年 | I Was a Teenage Frankenstein              |
| クリストファー・リー         | 1957年 | フランケンシュタインの逆襲                |
| ゲイリー・コンウェイ         | 1958年 | How to Make a Monster                     |
| マイケル・グウィン           | 1958年 | フランケンシュタインの復讐                |
| マイク・レーン               | 1958年 | Frankenstein 1970                         |
| ハリー・ウィルソン           | 1958年 | Frankenstein's Daughter                   |
| ドン・メゴワン               | 1958年 | Tales of Frankenstein                     |
| キウィ・キングストン         | 1964年 | フランケンシュタインの怒り                |
| フレッド・グウィン           | 1964年 | マンスターズ                              |
| 古畑弘二                     | 1965年 | フランケンシュタイン対地底怪獣            |
| アレン・スウィフト           | 1967年 | Mad Monster Party?                        |
| スーザン・デンバーグ         | 1967年 | フランケンシュタイン 死美人の復讐         |
| デヴィッド・プラウズ         | 1967年 | 007 カジノロワイヤル                      |
| 今西正男                     | 1968年 | 怪物くん (モノクロアニメ)                 |
| フレディ・ジョーンズ         | 1969年 | フランケンシュタイン 恐怖の生体実験       |
| デヴィッド・プラウズ         | 1970年 | フランケンシュタインの恐怖                |
| ジョン・ブルーム             | 1971年 | ドラキュラ対フランケンシュタイン          |
| アレン・スウィフト           | 1972年 | Mad Mad Mad Monsters                      |
| キロ・パパス                 | 1972年 | Frankenstein 80                           |
| ホセ・ビリャサンテ           | 1973年 | ミツバチのささやき                        |
| マイケル・サラザン           | 1973年 | 真説フランケンシュタイン                  |
| シュルツァン・ゼレノビッチ   | 1974年 | Andy Warhol's Frankenstein                |
| デヴィッド・プラウズ         | 1974年 | フランケンシュタインと地獄の怪物          |
| ピーター・ボイル             | 1974年 | ヤング・フランケンシュタイン              |
| ピア・オスカーソン           | 1976年 | Terror of Frankenstein                    |
| 相模太郎                     | 1980年 | 怪物くん (カラーアニメ)                   |
| 兼本新吾                     | 1981年 | 怪物くん (カラーアニメ)                   |
| 小松方正                     | 1981年 | 恐怖伝説 怪奇!フランケンシュタイン        |
| クランシー・ブラウン         | 1985年 | ブライド                                  |
| 西尾徳                       | 1986年 | ゲゲゲの鬼太郎 妖怪大戦争                 |
| トム・ヌーナン               | 1987年 | ドラキュリアン                            |
| クリス・サランドン           | 1987年 | Frankenstein（テレビ映画）                |
| ジム・カミングス             | 1988年 | Scooby-Doo! and the Reluctant Werewolf    |
| ニック・ブライムブル         | 1990年 | Frankenstein Unbound                      |
| ランディ・クエイド           | 1992年 | フランケンシュタイン                      |
| ロバート・デ・ニーロ         | 1994年 | フランケンシュタイン                      |
| フランク・ウェルカー         | 1994年 | ページマスター                            |
| ディラン・マクビー           | 1995年 | Monster Mash: The Movie                   |
| ピーター・クロンビー         | 1997年 | House of Frankenstein                     |
| 増谷康紀                     | 1997年 | ゲゲゲの鬼太郎 妖怪特急! まぼろしの汽車   |
| フランク・ウェルカー         | 1999年 | Alvin and the Chipmunks Meet Frankenstein |
| シュラー・ヘンズリー         | 2004年 | ヴァン・ヘルシング                        |
| ルーク・ゴス                 | 2004年 | フランケンシュタイン                      |
| ヴァンサン・ペレーズ         | 2004年 | フランケンシュタイン                      |
| ジュリアン・ブリーチ         | 2007年 | フランケンシュタイン                      |
| シュラー・ヘンズリー         | 2007年 | ヤング・フランケンシュタイン              |
| スコット・アドシット         | 2010年 | Mary Shelley's Frankenhole                |
| チェ・ホンマン               | 2010年 | 怪物くん (テレビドラマ)                   |
| チェ・ホンマン               | 2011年 | 映画 怪物くん                             |
| ベネディクト・カンバーバッチ | 2011年 | フランケンシュタイン                      |
| ジョニー・リー・ミラー       | 2011年 | フランケンシュタイン                      |
| トム・クルーガー             | 2011年 | 新・フランケンシュタイン                  |
| ケヴィン・ジェームズ         | 2012年 | モンスター・ホテル                        |
| ロジャー・モリシー           | 2013年 | The Frankenstein Theory                   |
| チャド・マイケル・コリンズ   | 2013年 | ワンス・アポン・ア・タイム                |
| アーロン・エッカート         | 2014年 | アイ・フランケンシュタイン                |
| ロリー・キニア               | 2014年 | ナイトメア〜血塗られた秘密〜              |
| ケヴィン・ジェームズ         | 2015年 | モンスター・ホテル2                       |
| スペンサー・ワイルディング   | 2015年 | ヴィクター・フランケンシュタイン          |
| 綾野剛                       | 2017年 | フランケンシュタインの恋                  |
| デヴィッド・ハーバー         | 2019年 | フランケンシュタインの怪物の怪物          |
| デヴィッド・ハーバー         | 2024年 | クリーチャー・コマンドーズ                |
| ジェイコブ・エロルディ       | 2025年 | フランケンシュタイン                      |
| クリスチャン・ベール         | 2025年 | ザ・ブライド！                            |
| セバスチャン・スタン         | TBA    | Frankenstein in Romania                   |

## フランケンシュタインが登場する作品

### 映画
- ミツバチのささやき(ビクトル・エリセ)